# Giannelli Imbula
Giannelli Imbula (nascido Gilbert Imbula; Vilvoorde, 12 de setembro de 1992) é um futebolista profissional belga naturalizado francês que atua como meio-campo no Tuzlaspor. Também é fluente em italiano.[carece de fontes?]

## Títulos

### Individual
- Melhor Jogador da Ligue 2: 2013